# Aphelidesmus intermedius
Aphelidesmus intermedius är en mångfotingart som beskrevs av Chamberlin 1914. Aphelidesmus intermedius ingår i släktet Aphelidesmus och familjen Aphelidesmidae. Inga underarter finns listade i Catalogue of Life.